# Кадочникова (присілок)
Ка́дочникова (рос. Кадочникова) — присілок у складі Байкаловського району Свердловської області. Входить до складу Баженовського сільського поселення.
Населення — 79 осіб (2010, 119 у 2002).
Національний склад населення станом на 2002 рік: росіяни — 98 %.